# Faverolles française
Pour les articles homonymes, voir Faverolles.
La faverolles est une race de poule originaire de la commune de Faverolles, Eure-et-Loir, dans le Centre-Val de Loire de la France. Elle est caractérisée par une silhouette puissante et un plumage abondant.

## Description
Cette race de volaille possède un corps puissant, large, profond, pas trop long ; une tête de hibou, à la barbe et aux favoris bien développés ; des tarses légèrement emplumés ; cinq doigts, le tout donnant une impression majestueuse, puissante, mais sans lourdeur. Elle est élevée et sélectionnée pour sa chair fine, sa croissance rapide, sa ponte précoce ainsi que pour la beauté et la particularité de son plumage.
Elle est autosexable à dix-quinze jours en raison de plumes noires chez le mâle.
C'est une des quelques races françaises à être reconnue parmi les 108 races de poule du British Poultry Standard.

## Histoire
En 1898, les éleveurs ont fourni une description assez détaillée de la Faverolles, suivie en 1909 par le Houdan Club de France. Cette description a par la suite été utilisée comme référence pour créer le standard définitif, qui a été promulgué en 1930. Malgré sa popularité, la race a finalement disparu entre 1960 et 1970.
Cependant, en 1980, la Faverolles a été reconstituée en utilisant la Faverolles allemande. Aujourd'hui, elle est de nouveau élevée en France.

## Origine
Elle prend son origine dans le village de Faverolles (Eure-et-Loir). Elle est issue de poules fermières croisées avec la brahma, la houdan, la poule de Dorking, la cochin, la Langshan. Au début du siècle, c'était une volaille sans standard. Ce qui préoccupait les éleveurs, c'était de produire une excellente volaille de chair pour les consommateurs de la capitale toute proche.

## Standard
- Crête : simple
- Oreillons : cachés par les favoris
- Couleur des yeux : rouge orangé
- Couleur de la peau : blanche
- Couleur des tarses : claire
- Variétés de plumage : froment argenté, coucou

Grande race :
- Masse idéale : coq : 3,5 à 4 kg ; poule : 2,8 à 3,5 kg.
- Œufs à couver : min. 60 g
- Diamètre des bagues : coq : 24 mm ; poule : 22 mm

Naine:
- Masse idéale : Coq : 1,2 kg ; Poule : 900 g.
- Œufs à couver : min. 40 g
- Diamètre des bagues : coq : 16 mm ; poule : 14 mm

Coq, poule et poussin faverolles
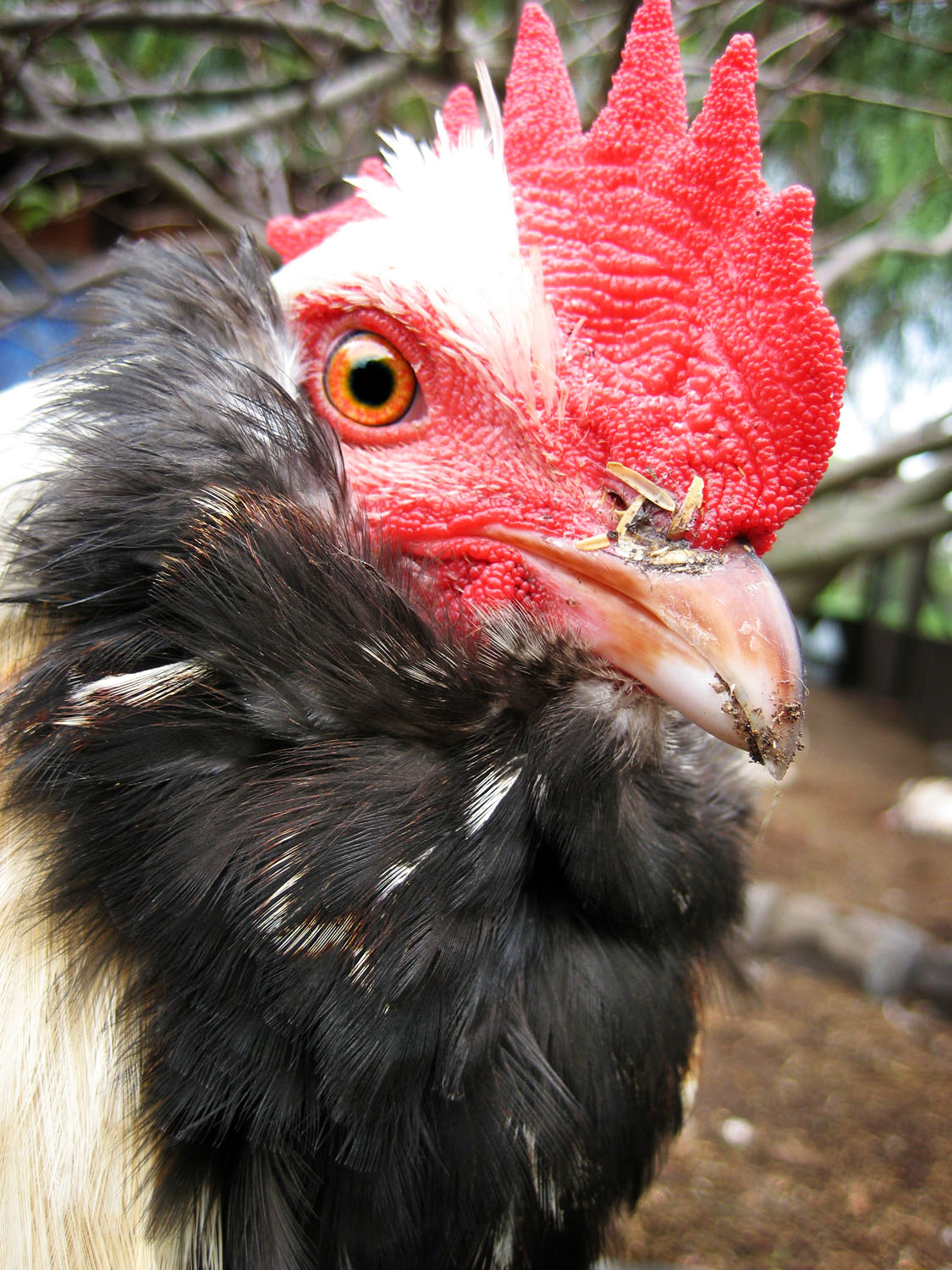
Tête de coq.
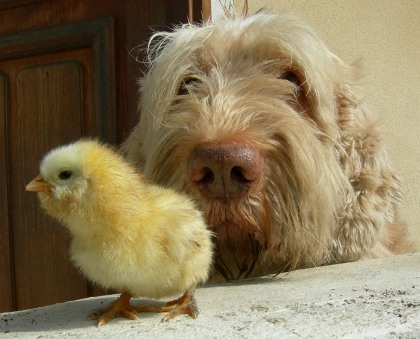
Poussin faverolles.
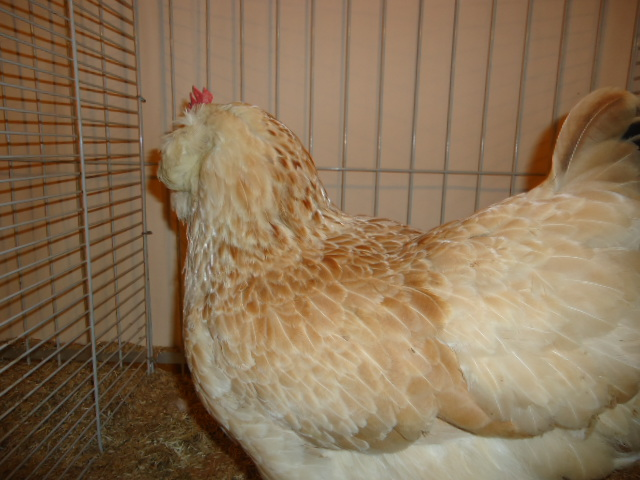
Poule Faverolles française.

## Sources
1. ↑  « houdanfaverolle/index », sur houdanfaverollesclub.free.fr (consulté le 30 avril 2023)
2. ↑  « Poule Faverolles française : Tout Savoir sur cette volaille », sur www.autourdesanimaux.com, 30 avril 2023 (consulté le 30 avril 2023)

- Le Standard officiel des volailles (Poules, oies, dindons, canards et pintades), édité par la Société centrale d'aviculture de France.